# Lin Weining
Lin Weining (en chino: 林伟宁; Changyi, 15 de marzo de 1979) es una deportista china que compitió en halterofilia. Participó en los Juegos Olímpicos de Sídney 2000, obteniendo una medalla de oro en la categoría de 69 kg.

## Palmarés internacional
| Juegos Olímpicos | Juegos Olímpicos   | Juegos Olímpicos | Juegos Olímpicos |
| Año              | Lugar              | Medalla          | Categoría        |
| ---------------- | ------------------ | ---------------- | ---------------- |
| 2000             | Sídney (Australia) | Medalla de oro   | 69 kg            |